# Edward Charles Stuart Baker

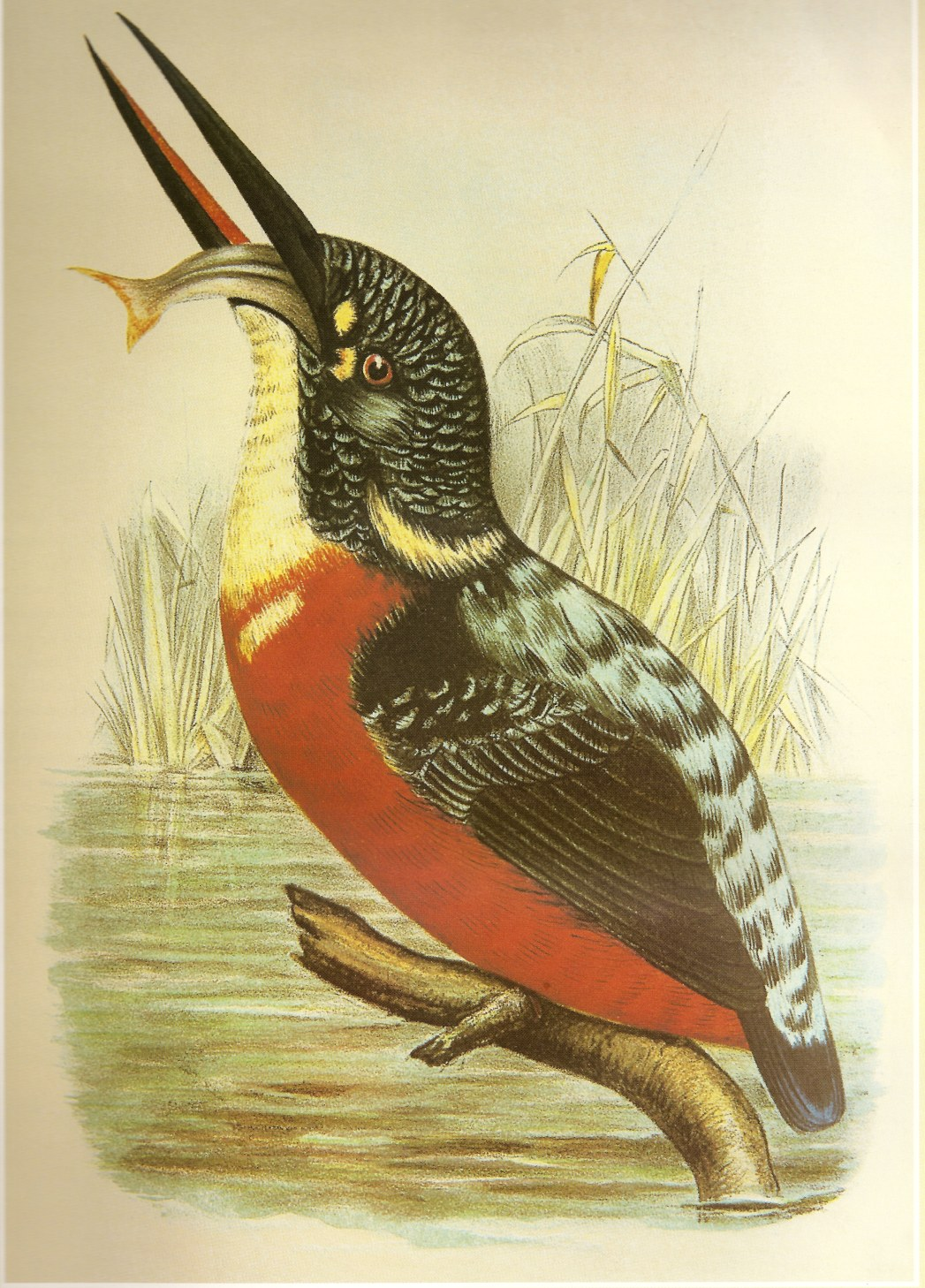
De Alcedo hercules, geschilderd door Baker.

Edward Charles Stuart Baker (1864 - 16 april 1944) was een Brits ornitholoog en politieagent.

## Carrière
Baker werd opgeleid aan het Trinity College in Stratford-upon-Avon. In 1883 trad hij in zijn vaders voetstappen als politieagent bij het Indiase politiekorps. Hij bracht het grootste deel van zijn carrière in India door als inspecteur-generaal. In 1911 keerde hij terug naar Engeland, alwaar hij voor het korps Port of London Police werkte tot aan zijn pensionering in 1925. Voor zijn diensten tijdens de Eerste Wereldoorlog werd hij benoemd tot Officier in de Orde van het Britse Rijk (OBE). Na zijn pensionering werd hij benoemd tot burgemeester van Croydon.
Baker was een enthousiast jager op groot wild. Hij verloor zijn linkerarm na een aanval van een panter (in Silchar), werd door een gaur in de lucht geslingerd en werd vertrapt door een Indische neushoorn tijdens zijn verschillende expedities.

### Ornithologie
Tijdens zijn vrije tijd studeerde Baker ornithologie en verzamelde hij Indiase vogels. Hij schreef enkele boeken, waaronder The Indian Ducks and their Allies (1908), Game Birds of India, Burmah and Ceylon (1921), Fauna of British India: Birds (1922), Mishni the Man-eater (1928), The Nidification of the Birds of the Indian Empire (1932) en Cuckoo Problems (1942).
Hij maakte een uitgebreide verzameling van bijna 50.000 Indische vogeleieren, waarvan hij een deel schonk aan het Natural History Museum, waar hij veel tijd doorbracht tijdens zijn studies over zijn eiercollectie. Zijn zevendelige serie over de fauna van Brits-Indië werd het standaardnaslagwerk voor dit onderwerp. Een deel van zijn collectie, 152 exemplaren, werd verkocht aan het privémuseum van Tsaar Ferdinand I van Bulgarije.
De zangvogel roodkopmeestimalia (Yuhina bakeri) werd naar hem vernoemd.
- CiNii: DA1609792X
- Gemeinsame Normdatei: 117560588
- International Standard Name Identifier: 0000 0000 8129 0871
- Library of Congress Control Number: nr97006557
- Nationale bibliotheek van Australië: 35012325
- Nationale Bibliotheek van Israël: 987007436339405171
- Nederlandse Thesaurus van Auteursnamen: 27017639X
- Système universitaire de documentation: 113805926
- Trove: 789416
- Virtual International Authority File: 50006193
- WorldCat: E39PBJtX9t9dQq6MbJgJTK7rbd